# Kanon (vrijmetselarij)

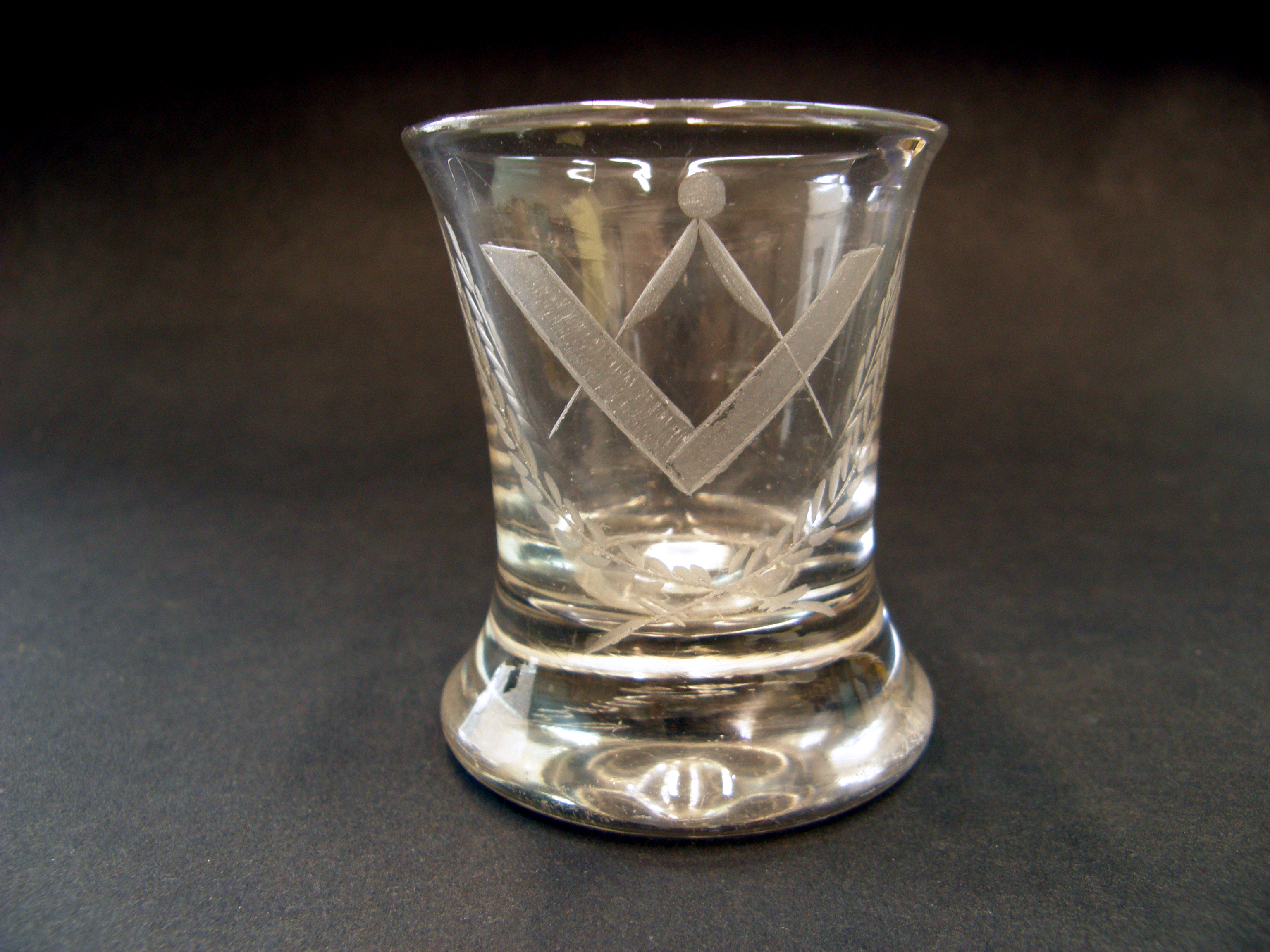
Engels kanon (ca. 1915) gegraveerd met Passer en Winkelhaak boven gekruiste bladranken.

Een kanon of metselaartje is een ceremoniële drinkbeker die binnen de vrijmetselarij wordt gebruikt tijdens rituele of feestelijke bijeenkomsten. Kanonnen maken deel uit van de traditionele loge-inventaris en worden in het bijzonder geassocieerd met de Tafelloge, afsluitende rituelen en herdenkingsmomenten. Het zijn doorgaans stevige glazen of bekers met een dikke bodem of voet, zodat ze na het proosten met een hoorbare klap op tafel kunnen worden geplaatst.

## Oorsprong en betekenis
De term 'kanon' wordt in maçonnieke context metaforisch gebruikt voor drinkbekers waarmee ritueel 'geschoten' wordt, dat wil zeggen: gezamenlijk geproost volgens vaste symbolische formules. Tijdens deze plechtige handeling heffen alle aanwezigen het glas tegelijk, waarna het met een ferme klap op tafel wordt gezet — als werd een kanon afgeschoten. Dit 'schot' symboliseert broederlijke verbondenheid, eerbetoon en ritmische eendracht.
Het gebruik van kanonnen is vermoedelijk ontstaan in de achttiende eeuw, mogelijk naar analogie van militaire drinkgewoonten. In oude logereglementen worden ze soms aangeduid als 'glaasjes voor het schot', waarbij het woord 'schot' verwijst naar het gezamenlijk heffen en neerlaten van het glas, al dan niet gepaard aan een uitspraak zoals: "Vivat, vivat, vivat!"

## Typen kanonnen
Binnen de Nederlandse vrijmetselarij worden verschillende typen onderscheiden:
- Schootskanonnen: individuele kleine glazen voor elk lid; vaak voorzien van het logewapen of symbolen als Passer en Winkelhaak.
- Toogkanonnen: grote ceremoniële bekers (vaak zilver of tin) die als gemeenschappelijk drinkgerei fungeren bij bijzondere gelegenheden.
- Herinneringskanonnen: bekers vervaardigd ter gelegenheid van jubilea, installaties of andere mijlpalen; deze dragen vaak een inscriptie of datering.[4]

## Materiële cultuur
Sommige kanonnen zijn gegraveerd met de naam van een loge of de initialen van een voormalig voorzitter. In de negentiende en twintigste eeuw werden glazen ook bedrukt of geëtst met het wapen van de betreffende obediëntie.
Naast glazen zijn er ook exemplaren bewaard gebleven van zilver, kristal, aardewerk of tin. Een aantal daarvan behoort tot complete logeserviezen, die uitsluitend werden gebruikt bij de Tafelloges.

## Gebruik in rituelen
Het gebruik van kanonnen vindt meestal plaats na afloop van een Comparitie of in een Tafelloge. Tijdens de maaltijd of slotbijeenkomst worden vaste toasts uitgebracht, waarbij elk lid een schootskanon hanteert. De volgorde en inhoud van deze toasts kunnen per werkvorm of obediëntie verschillen, maar veel voorkomende zijn:
- op de vorst of het staatshoofd,
- op de Grootmeester,
- op de Loge en haar gasten,
- op de herinnering aan overleden leden.

In sommige loges werd het 'schieten' gereguleerd via een "Meester van de Tafelloge" of Ceremoniemeester.